# قلعه تپه طغرود
قلعه تپه طغرود مربوط به دورهٔ تاریخی پس از اسلام است و در شهرستان جعفرآباد، روستای طغرود واقع شده و این اثر در تاریخ ۱۱ دی ۱۳۸۰ با شمارهٔ ثبت ۴۶۳۳ به‌عنوان یکی از آثار ملی ایران به ثبت رسیده است.